# Daysailer

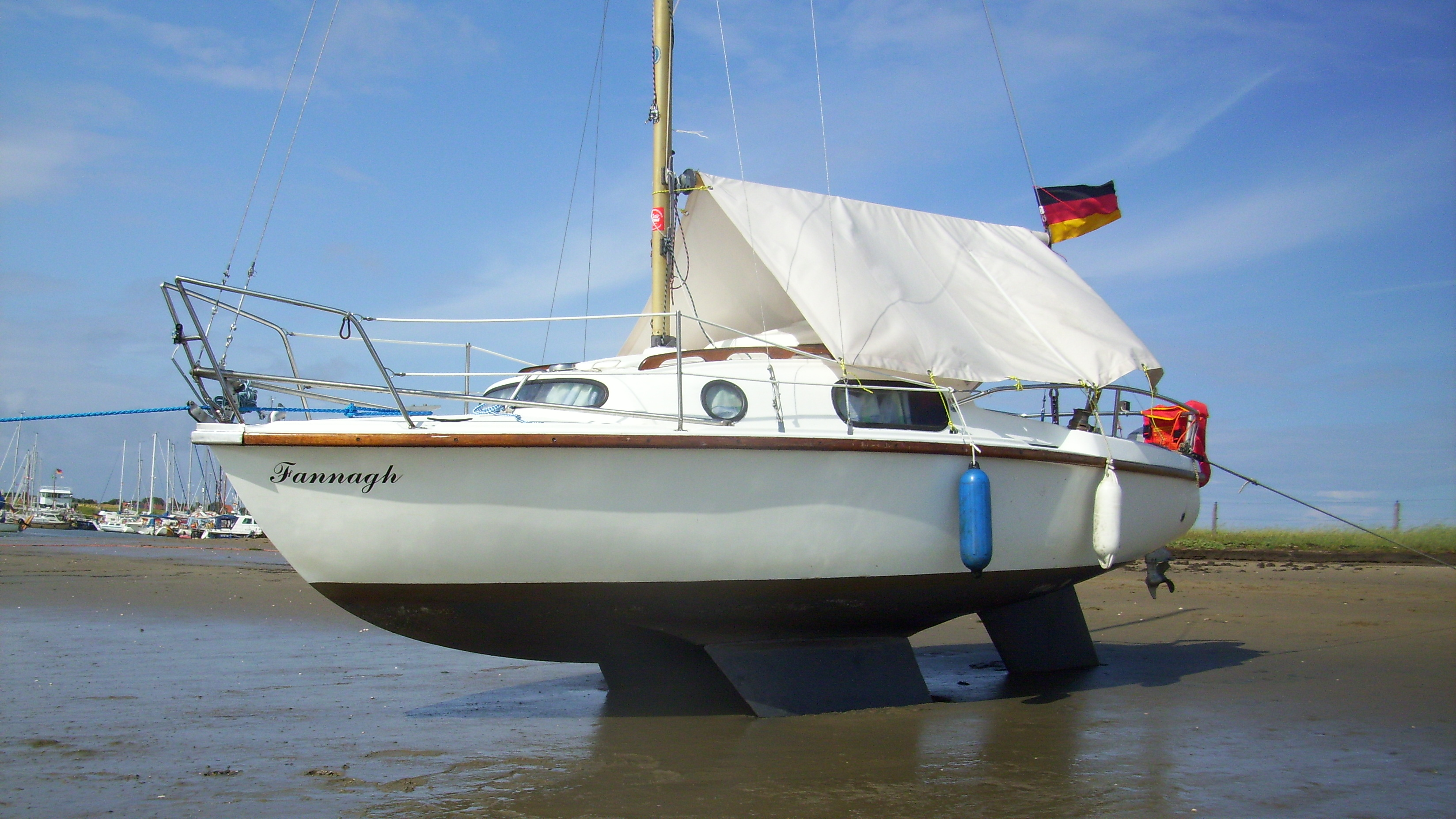
Die Leisure 17, eine der kleinsten Daysailer.

Daysailer (aus dem Englischen, wörtlich: Tagessegler) ist eine moderne Bezeichnung für kleine Segelyachten. Die Bezeichnung ist nicht einheitlich definiert, meint aber meist Boote, die für Tages- oder Wochenendausflüge vorgesehen sind – im Gegensatz zum Fahrtensegeln. Entsprechend haben sie eine verhältnismäßig große Plicht, in der die ganze Crew sitzen kann, und nur eine kleine oder gar keine Kajüte.
In einem Daysailer finden typischerweise drei bis sechs erwachsene Personen Platz. Bei Booten ohne Kajüte spricht man von offenen Kielbooten.
Daysailer wiegen zwischen 700 und 3000 kg und bekommen die Kategorie C, selten auch die Kategorie B der CE-Norm. Es gibt allerdings auch exklusive Konstruktionen mit 60 und mehr Fuß Länge, die nur für Tagesausflüge gebaut sind.
Anders als größere Segelyachten sind Daysailer üblicherweise mit einem Außenbordmotor anstelle eines Innenbordmotors ausgestattet und werden über eine Pinne und nicht über ein Steuerrad gesteuert.

## Kielboote und Schwertboote

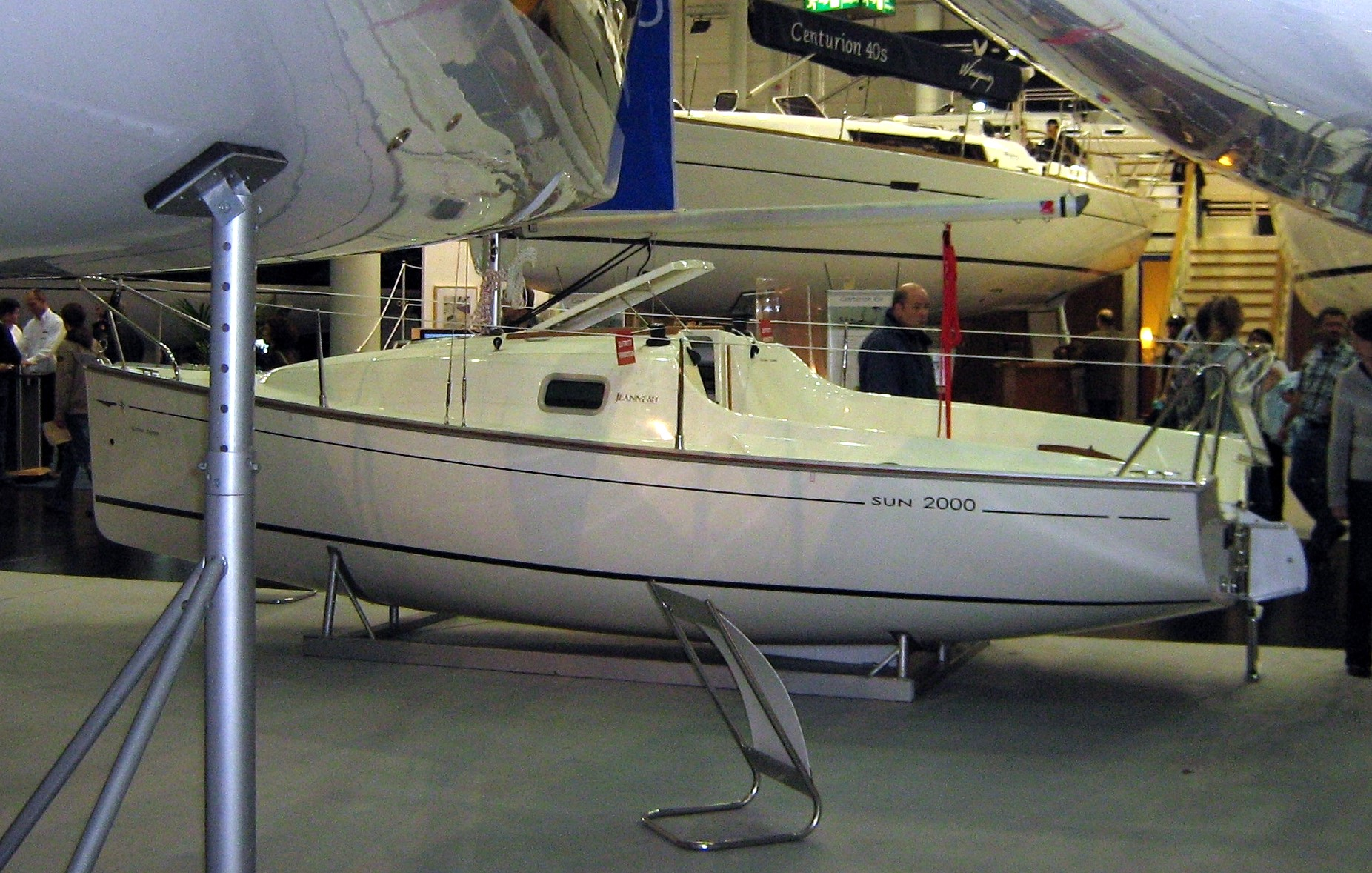
Eine Jeanneau 2000 – Daysailer mit Schwert und einlaminierten Gewichten

Viele Daysailer haben einen schweren Kiel und sind damit gewichtsstabil (Prinzip Stehaufmännchen). Diese Art von Daysailer unterscheidet sich von normalen Segelyachten nur in ihrer Größe.
Einige speziell für Flachwassergebiete gebaute Daysailer haben anstelle eines Kiels ein Schwert. Bei Sportbooten in Daysailergröße, die nicht gewichtsstabil sind, spricht man eher von einem Jollenkreuzer.

## Trailer

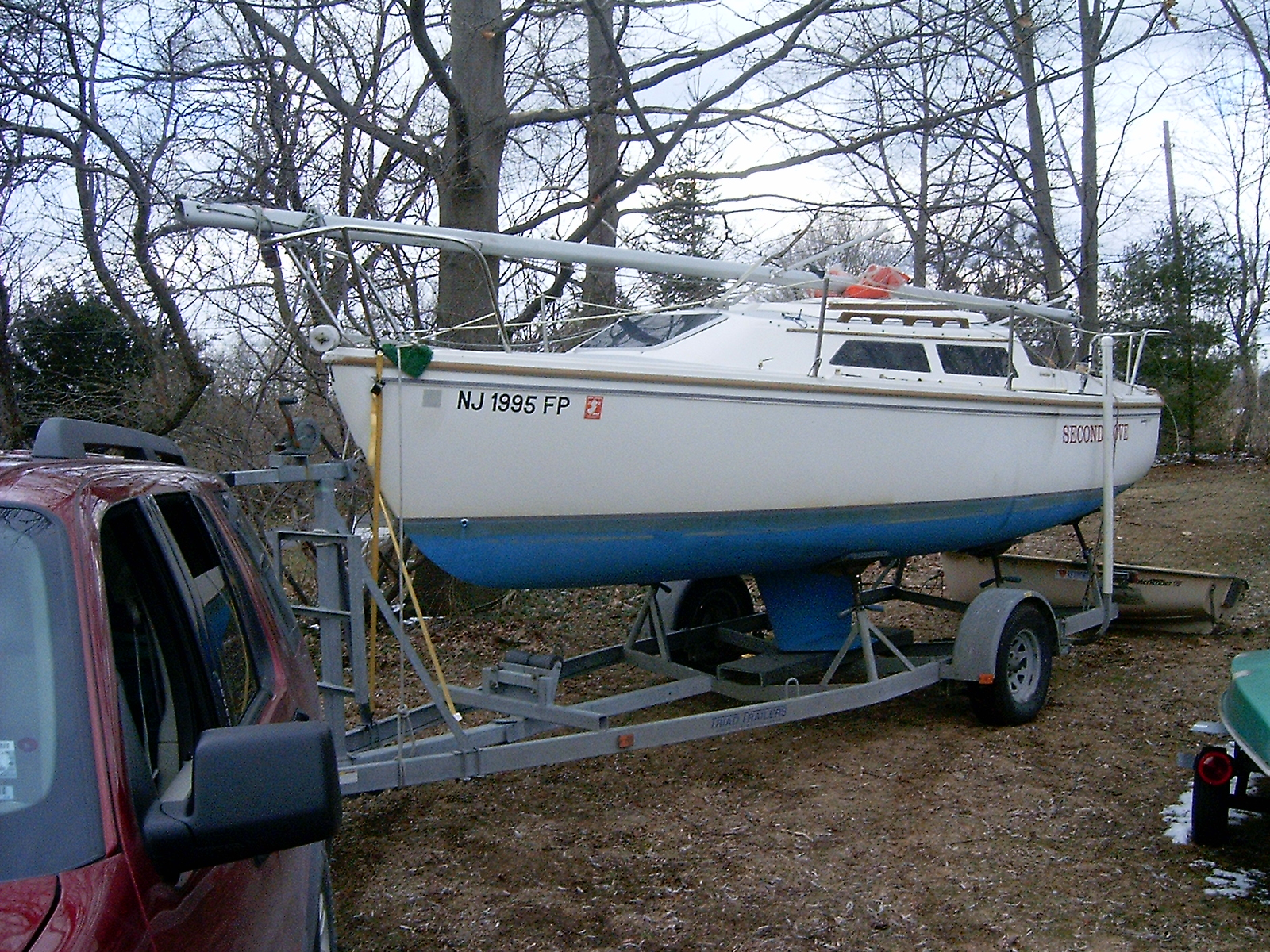
Ein 22-Fuß-Daysailer auf einem Trailer

Die meisten Daysailer sind klein und leicht genug, dass sie auf einem Bootstrailer mit einem PKW gezogen werden können. Gerade für Bootseigner macht dieser Aspekt einen Daysailer interessant, denn das Boot kann bequem auch zu weit entfernteren Revieren mit dem Auto gezogen werden. Je nach Bauart und Kiellänge ist sogar slippen möglich.